# Epitoxasia viennai
Epitoxasia viennai är en skalbaggsart som beskrevs av Yves Gomy 2003. Epitoxasia viennai ingår i släktet Epitoxasia och familjen stumpbaggar. Inga underarter finns listade i Catalogue of Life.